# Irina Chakamada
Irina Mucuowna Chakamada (ur. 13 kwietnia 1955 w Moskwie) – rosyjska polityk i działaczka społeczna.

## Życiorys
Ojciec Mutsuo Hakamada – japoński komunista – po II wojnie światowej wyemigrował do ZSRR. Matka – Nina Iosifowna Sinielnicowna, pracowała jako nauczycielka w szkole.
Mąż – Władimir Sirotinski, dwoje dzieci.